# Прикордонний конфлікт на озері Жаланашколь
Радянсько-китайський прикордонний конфлікт на озері Жаланашколь відомий також як інцидент на річці Теректи — радянсько-китайський збройний конфлікт, що відбувся 13 серпня 1969 року на сході Казахської РСР. Найбільше після боїв за Даманський військове зіткнення між СРСР і КНР.

## Передумови
З 1956 року Китайська Народна Республіка і Радянський Союз розійшлися у баченні марксистської ідеології, і, в 1961 році, коли доктринальні розбіжності дійшли до точки біфуркації, Комуністична партія Китаю офіційно засудила політичну лінію КПРС, як «ревізіоністських зрадників групи радянського керівництва». після «Празької весни» 1968 року, влада КНР заявила, що СРСР став на шлях «соціалістичного імперіалізму» та «ревізіонізму» і відносини між державами різко загострилися. В кінці 1960-х на 4380 кілометрах радянсько-китайського кордону було сконцентровано сили чисельністю в 658 тисяч радянських і 814 тисяч китайських солдатів. У січні — березні 1969 році на радянсько-китайському кордоні почалися збройні сутички. Найкровопролитнішими були бої за маленький далекосхідний острів Даманський (Чженьбао) на річці Уссурі. У бойових діях з обох боків були залучені не тільки прикордонні підрозділи, але й регулярні війська, артилерія і танки. Активна фаза боїв на приморській ділянці кордону прийшлася на 2-15 березня. На серпень 1969, попри великі людські втрати, перестрілки тривали, політичного урегулювання конфлікту досягнуто не було.
У травні-червні того ж року загострилася ситуація на Джунгарському виступі казахстанської ділянки кордону. 12 серпня на території КНР в безпосередній близькості від радянських прикордонних застав «Джерельна» та «Жаланашколь» було помічено переміщення посилених груп китайських військовослужбовців. Командувач військ Східного прикордонного округу запропонував китайській стороні провести переговори, але відповіді не отримав. Обидві застави були приведені в стан підвищеної бойової готовності, уздовж кордону вириті окопи, на найбільш загрозливих ділянках створена система траншей та ходів сполучення, на флангах розміщені два БТР мотоманевреної групи.
Слід зазначити, що на радянських топографічних картах лінія державного кордону була позначена дещо східніше від прикордонної річки Теректи (на радянському боці відома як Кусак), що впадає в Жаланашколь і лінії розмежування, що встановлена зараз. Одностороння демаркація кордону з боку СРСР врешті стала причиною збройного конфлікту при загостренні двосторонніх відносин між державами. У Китаї цей прикордонний конфлікт отримав назву інцидент на Теректи (кит.: 铁 列克提 事件) за назвою річки.

## Перебіг інциденту
За китайською версією вранці 13 серпня 1969 року на китайський прикордонний наряд чисельністю близько 30 бійців напали радянські прикордонники, що перетнули кордон. В результаті бою загинуло до 30 осіб, радянська сторона захопила частину прикордонної зони Китайської Народної Республіки.
Радянські джерела трактують події наступним чином: близько пів на шосту ранку дві групи китайських військовослужбовців (9 і 6 осіб) перетнули кордон СРСР в районі застави «Жаланашколь» та заглибилися на радянську територію на 400 і 100 метрів відповідно і до сьомої години ранку почали окопуватися. За лінією кордону зосередилася ще одна група із сотні китайських солдатів. Лейтенант Євген Говор російською та китайською мовами через гучномовець попередив китайських військовослужбовців, що вони порушили кордон та висловив вимогу негайно відійти, але китайці на це не реагували. Тим часом на лівому фланзі з боку прикордонного поста «Теректи» ще 12 китайських солдатів перейшли кордон та рухалися вздовж контрольно-слідової смуги на сопку Кам'яна. Підполковник Петро Никитенко наказав молодшому лейтенанту Володимиру Пучкову з двома бронетранспортерами перерізати шлях порушникам, але вогонь не відкривати. Він вивів бронетранспортери з укриття, підійшов до контрольно-слідової смуги, і зупинився, вимагаючи від китайців повернутися на свою територію. Але ті не лише не повернули назад, але і прискорили своє висунення до групи, що окопалася на сопці Кам'яна. Після другого попередження китайці відкрили вогонь з автоматів. Радянські прикордонники також відповіли вогнем. Незабаром кордон перетнули ще 40 озброєних стрілецькою та протитанковою зброєю китайських солдатів, які зайняли ще одну з сопок. З ними вступило в бій підкріплення, яке підійшло з сусідньої застави на трьох БТР. Група з восьми бійців за підтримки двох БТР під командою старшого лейтенанта Вадима Ольшевського зайшла в тил порушникам, китайці зайняли кругову оборону. До дев'ятої години ранку висота була відбита, а радянські прикордонники закріпилися на кордоні.
Внаслідок бойових дій втрати радянської сторони склали 12 осіб, з них 10 пораненими і 2 убитими. Серед китайців 19 осіб було вбито, 3 потрапило в полон, з них двоє померли від отриманих поранень по дорозі в Ушарал.

## Наслідки
Цей конфлікт став найбільшим після боїв за Даманський військовим зіткненням СРСР і Китаю. Більше бойових зіткнень на казахстанській ділянці кордону не було. 11 вересня 1969 року в Пекіні Голова Ради Міністрів СРСР Олексій Косигін, який повертався з похоронів Хо Ши Міна, і Прем'єр Державної Ради КНР Чжоу Еньлай домовилися про припинення ворожих акцій і про те, що війська залишаються на зайнятих позиціях.
У 1999 році Китайська Народна Республіка та Казахстан підписали спільну декларацію про врегулювання проблем державного кордону, згідно з якою спірна ділянка в районі озера Жаланашколь відійшла Китаю.